# 열대새
열대새(熱帶-) 또는 열대조(熱帶鳥)는 열대새속(또는 열대조속, Phaethon)에 속하는 조류의 총칭이다. 열대 원양에 서식하는 바닷새로 현재는 열대새목(Phaethontiformes)에 속하는 단일 과인 열대새과(Phaethontidae)의 유일속으로 분류한다. 3종이 있다.

## 하위 종
- 붉은부리열대새 (P. aethereus) - 열대 대서양, 동태평양, 인도양
- 붉은꼬리열대새 (P. rubricauda) - 인도양 및 열대 서태평양 및 중태평양
- 흰꼬리열대새 (P. lepturus) - 열대 수역에 널리 분포, 동태평양은 제외

## 계통 분류
2020년 쿨(Kuhl) 등의 연구에 의한 조류의 계통 분류이다.
| 닭기러기류 | \| \| 닭목 \| \| \| \| \| \| 기러기목 \| \| \| \| |
|            | \| \| 닭목 \| \| \| \| \| \| 기러기목 \| \| \| \| |
|            | 신조류                                            |
|            |                                                   |
|            | 닭목                                              |
|            |                                                   |
|            | 기러기목                                          |
|            |                                                   |

|  | 닭목     |
|  |          |
|  | 기러기목 |
|  |          |

| 닭기러기류 | \| \| 닭목 \| \| \| \| \| \| 기러기목 \| \| \| \| |
|            | \| \| 닭목 \| \| \| \| \| \| 기러기목 \| \| \| \| |
|            | 신조류                                            |
|            |                                                   |
|            | 닭목                                              |
|            |                                                   |
|            | 기러기목                                          |
|            |                                                   |

|  | 닭목     |
|  |          |
|  | 기러기목 |
|  |          |